# Wassian I (biskup turowski)
Wassian (zm. 1509) – prawosławny biskup turowski.

## Życiorys
Biskupem turowskim został w 1495. W tym samym roku oraz w 1505 brał udział w soborach, których celem była w elekcji prawosławnego metropolity kijowskiego. W czasie sprawowania urzędu wdał się w konflikt z książętami pińskimi Iwanem Jarosławowiczem i jego synem Fiodorem. Spór ten dotyczył praw do budowy nowych świątyń oraz decydowania o obsadzie personalnej parafii – książęta samodzielnie podejmowali inicjatywy w tym zakresie, bez konsultacji z hierarchą. Wassian skierował w tej sprawie skargę do króla, który potwierdził prawa biskupa do jednoosobowego decydowania w spornych kwestiach. Książęta pińscy bezprawnie obłożyli również poddanych biskupich dodatkowymi podatkami; również w tym wypadku biskupa Wassiana poparł król.
Urząd biskupa turowskiego sprawował do 1509.